# 安大略省服務處
安大略省服务处（中文简称安省服务处）指加拿大安大略省政府政府及消费者服务厅下辖的各个办事处，负责在全省范围内提供点对点的省政府服务。安省服务处成立于2006年，其主要通过网络或面对面的服务站点提供服务，同时也运营电话呼叫中心。
该处的一些服务曾经由布置在各主要购物中心的自助服务亭提供；但在2012年，大多伦多地区的部分服务亭被发现安装了非法卡片扫描装置，造成全省自助服务亭系统因安全原因而关闭。一年以后安省政府宣布服务亭系统永久关闭。

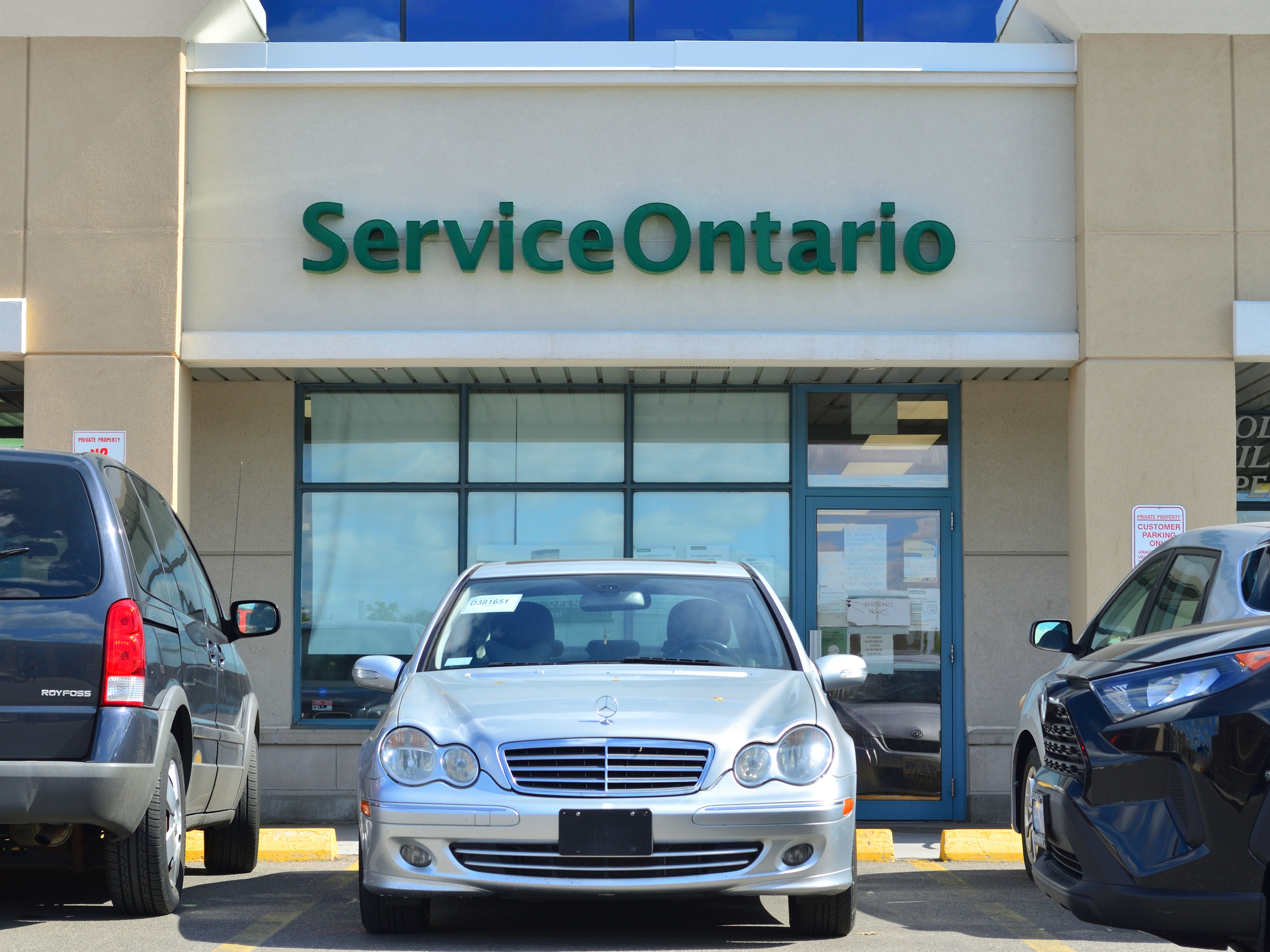
位于安大略省列治文山的一处服务站点

## 服务范围
安省服务处代表安省政府提供以下服务：
- 健康卡登记
- 出生、结婚与死亡证明领取
- 驾驶员与车辆注册
- 企业注册
- 钓鱼与打猎牌照发放
- 地址变更
- 新生儿登记
- 安省政府出版物领取